# منطقة مركز حماة
منطقة حماة منطقة سورية إدارية تتبع لريف حمص الشمالي ومركزها مدينة حمص، بلغ تعداد سكان المنطقة 645,104 نسمة حسب التعداد السكاني لعام 2004.

## نواحي منطقة حماة
- ناحية مركز حماة
- ناحية حربنفسه
- ناحية الحمراء
- ناحية صوران